# Xanthorhoe periphaea
Xanthorhoe periphaea är en fjärilsart som beskrevs av Edward Meyrick 1905. Xanthorhoe periphaea ingår i släktet Xanthorhoe och familjen mätare. Inga underarter finns listade i Catalogue of Life.